# ナイ郡 (ネバダ州)
ナイ郡（英: Nye County）は、アメリカ合衆国ネバダ州の郡である。人口は5万1591人（2020年）。総面積は47,030 km2あり、大陸アメリカ合衆国（アラスカ州を除く）の郡では第3位の大きさである。郡庁所在地はトノパーである。ネバダ州の人口重心が郡内ユッカ山近くにある。
郡内には法人化された都市が無い。郡内最大の町はラスベガス市のあるクラーク郡に最も近いパーランプであり、ここに郡人口の86%が集中している。トノパーはパーランプから260km離れている。ナイ郡は「ナイの王国」というあだ名がある。これはパーランプの住人アート・ベルが司会するラジオ番組「Coast to Coast AM」で名付けられた。
ネバダ核実験場と計画中のユッカ山核廃棄物貯蔵所が郡内南西部にあり、州内でも政治と公衆の議論の大きな焦点になっている。連邦政府が郡内の土地の92%を管理している。このことも郡と州での議論の対象になっている。
郡内には環境に配慮した地域が幾つかある。すなわちアッシュメドウズ国立野生生物保護区、ホワイト川・バレー、グレートベースンにあるスカイ・アイランド（孤立した山並み）、およびデスヴァレー国立公園の部分である。デスヴァレーへの観光客はベイディあるいはアマルゴサバレーに滞在することが多い。
ナイ郡は売春を合法化しているネバダ州11郡の1つであり、地元経済にはプラスの効果があるという報告がある。

## 歴史
ナイ郡は1864年に設立され、ネバダ準州の初代知事を務め、後にネバダ州選出アメリカ合衆国上院議員となったジェイムズ・W・ナイに因んで名付けられた。最初の郡庁所在地はイオンにあったが、1867年にベルモント、1905年に現在のトノパーに移された。
ナイ郡が最初にブームを迎えたのは20世紀初めのことであり、ライオライトとトノパーさらにエスメラルダ郡に近いゴールドフィールドの町が鉱業ブームを経験した。1906年のゴールドフィールドには3万人の人口があり、トノパーは1万人、ライオライトの最盛期は約1万人だった。これらの町は全てトノパー・タイドウォーター鉄道で結ばれた。
このブームが去るとナイ郡全体が萎んでいった。1910年までに人口は約7,500人となり、20世紀半ばには3,000人近くにまで減った。人口が安定したのはネバダ核実験場が出来てからであり、1990年代まで劇的な変化は起こらなかった。その後パーランプがラスベガスのベッドタウンになって成長した。
ナイ郡の歴史の中で郡庁所在地を南のパーランプに移す、あるいは郡の南部を切り離すという議論が何度も出てきたが、どちらの案も郡政府あるいは州政府のレベルで十分な指示を得られなかった。

## 地理
アメリカ合衆国国勢調査局に拠れば、郡域全面積は18,159平方マイル (47,031 km2)であり、このうち陸地は18,147平方マイル (47,000 km2)、水域は12平方マイル (31 km2)で水域率は0.07%である。郡内で標高が最も高いのは11,814フィート (3,601 m) のジェファーソン山である。
ナイ郡はネバダ州の南中部に位置している。面積ではネバダ州最大であり、国内でもカリフォルニア州のサンバーナーディーノ郡とアリゾナ州のココニノ郡に次いで第3位である。その面積は11,560,960 エーカー (46,786 km2) あり、マサチューセッツ州、ロードアイランド州、ニュージャージー州およびデラウェア州を合計した数値よりも大きい。この広大な土地の中で僅か822,711 エーカー (3,329 km2) のみが私有地である。その他の土地の大半は連邦政府が管理する公有地になっている。アメリカ合衆国国勢調査局に拠れば、4,225.415 平方マイル (10,943.7745 km2) がネバダ核実験場と、ネバダ核実験訓練領域のナイ郡に入る部分である。この国勢統計区は人が住んでいないものでは国内最大である。
クラーク郡のラスベガスはユッカ山の南東160キロメートルにある。パーランプ住人の多くがネバダ州道160号線を使って片道100キロメートルを通勤している。州道160号線はその全長の大半で4車線の高規格道路になっている。

### 主要高規格道路
ナイ郡にはアメリカ国道95号線が通っており、州内で最も人口が多いラスベガス市と州都カーソンシティを繋ぐ幹線道路になっている。ベイデイとトノパーの町はその経済を維持するためにこの道路に依存することが大きい。2006年時点でトノパーに近いアメリカ国道95号線を通る車の量は日に2,000台である。
- アメリカ国道6号線
- アメリカ国道95号線
- ネバダ州道160号線
- ネバダ州道373号線
- ネバダ州道374号線

### 隣接する郡
- チャーチル郡 - 北西
- ランダー郡 - 北
- ユーレカ郡 - 北
- ホワイトパイン郡 - 北東
- リンカーン郡 - 東
- クラーク郡 - 東
- エスメラルダ郡 - 西
- ミネラル郡 - 西
- インヨー郡 (カリフォルニア州) - 南

### 国立保護地域
- アッシュメドウズ国立野生生物保護区
- デスヴァレー国立公園（部分）
- ハンボルト・トイヤベ国立の森（部分）
- スプリング山脈国立レクリエーション地域（部分）

## 人口動態
以下は2000年国勢調査による人口統計データである。
| 基礎データ - 人口: 32,485 人（2010年では43,946人、成長率35%） - 世帯数: 13,309世帯 - 家族数: 9,063 家族 - 人口密度: 1人/km2（2人/mi2） - 住居数: 15,934軒 - 住居密度: 0軒/km5（1/mi2） 人種別人口構成 - 白人: 89.63% - アフリカン・アメリカン: 1.18% - ネイティブ・アメリカン: 1.96% - アジア人: 0.78% - 太平洋諸島系: 0.32% - その他の人種: 2.98% - 混血: 3.15% - ヒスパニック・ラテン系: 8.35% 年齢別人口構成 - 18歳未満: 23.7% - 18-24歳: 5.4% - 25-44歳: 24.0% - 45-64歳: 28.5% - 65歳以上: 18.4% - 年齢の中央値: 43歳 - 性比（女性100人あたり男性の人口） - 総人口: 105.1 - 18歳以上: 104.7 | 世帯と家族（対世帯数） - 18歳未満の子供がいる: 26.4% - 結婚・同居している夫婦: 56.3% - 未婚・離婚・死別女性が世帯主: 7.4% - 非家族世帯: 31.9% - 単身世帯: 25.7% - 65歳以上の老人1人暮らし: 10.3% - 平均構成人数 - 世帯: 2.42人 - 家族: 2.90人 収入と家計 - 収入の中央値 - 世帯: 36,024,米ドル - 家族: 41,642米ドル - 性別 - 男性: 37,276米ドル - 女性: 22,394米ドル - 人口1人あたり収入: 17,962米ドル - 貧困線以下 - 対人口: 10.7% - 対家族数: 7.3% - 18歳未満: 13.1% - 65歳以上: 8.3% |

パーランプはラスベガスに近いお陰で成長してはいるが、ナイ郡の人種構成はクラーク郡のそれとは大きく違っている。非ヒスパニック系白人は現在でも人口の82.7%ある。2006年時点でアフリカ系アメリカ人は1.7%であり、郡内に住むアフリカ系アメリカ人の数が50%以上成長していることをいみしている。ネイティブ・アメリカンは1.8%となっている。アジア系アメリカ人は1.0%となった。太平洋諸島系は0.5%、ラテン系は11.0%である。
アメリカ合衆国西部の田園部にある多くの郡と同様に、ナイ郡は比較的自殺率が高い、ナイ郡の年間自殺率は1980年から1998年の10年間で人口10万人に対し28.7561人である。ネバダ州の郡の中ではホワイトパイン郡 (34.3058) とライアン郡 (30.8917) に次いで第3位になっている。国内でも高い方であるネバダ州全体の平均22.96より高い。

## 未編入の町
| - パーランプ - トノパー（郡庁所在地） - アマルゴサバレー - ベイディ - カーバース - クリスタル - カラント - ダックウォーター - ガブス | - ハドレー - ロックス - マンハッタン - マーキュリー - スコッティズジャンクション - サニーサイド - ラウンドマウンテン - ヨンバ |

## ゴーストタウン

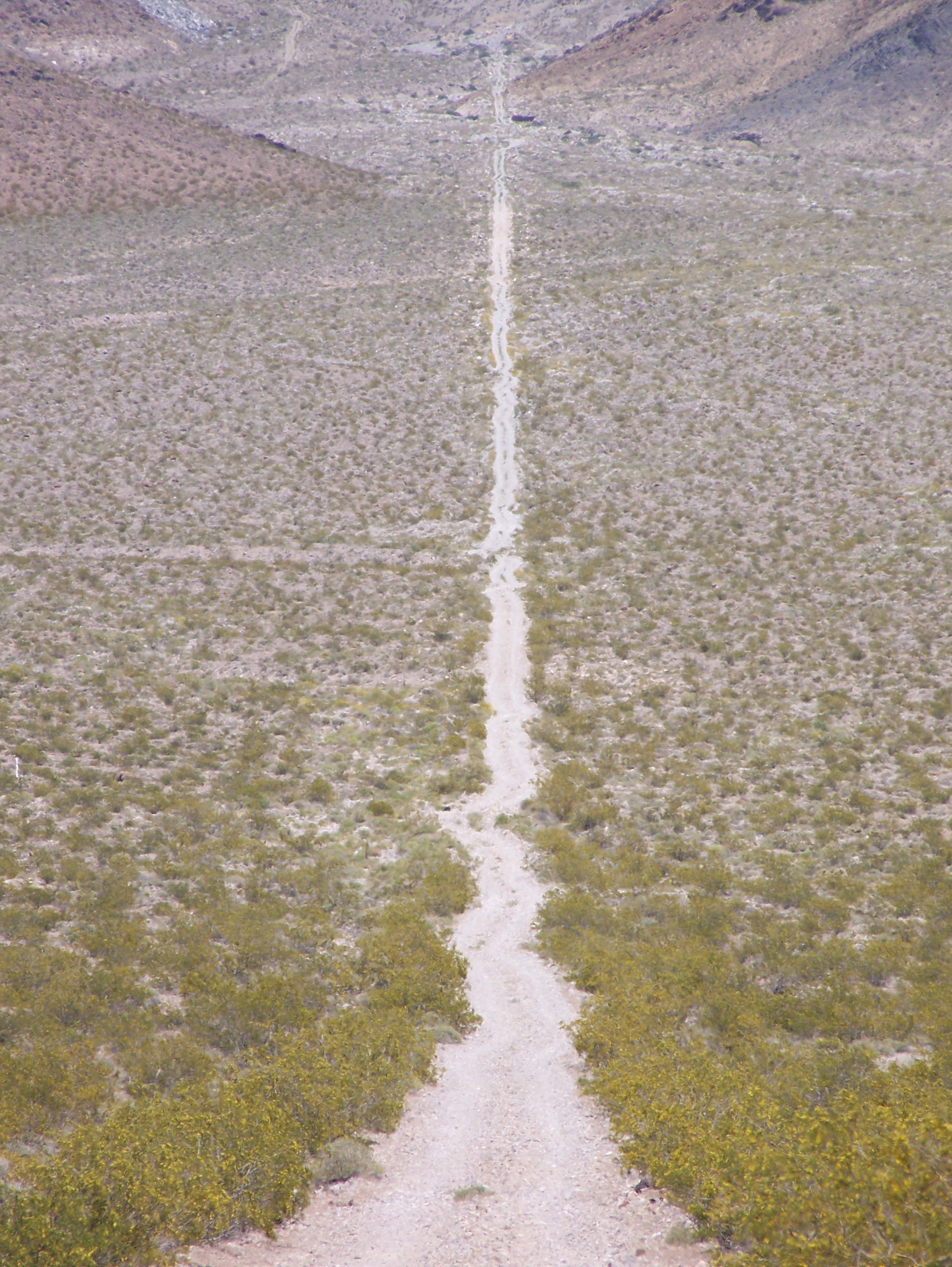
カーララからの道路、背景にある大理石採石場に向かう

- ベルモント
- ボニークレア
- ブルフロッグ
- バーリン
- カクタススプリングス
- カーララ[9]
- ゴールドセンター
- イオン
- ナイアラ
- パイオニア
- ポッツ
- ライヨライト
- ウォームスプリングス

## 映画
- 2006年からNBCで放映されたテレビドラマ「Studio 60 on the Sunset Strip」では2つのエピソードでナイ郡が舞台になった。